# Șerban Ioan
Șerban Ioan, né le 2 mai 1948 à Bucarest, est un athlète roumain.
Il est médaillé de bronze en saut en hauteur aux Jeux européens en salle 1969 à Belgrade, aux Championnats d'Europe d'athlétisme en salle 1970 à Vienne et à l'Universiade d'été de 1970 à Turin.